# الجراولة
قرية الجراولة هي إحدى القرى التابعة لمركز مرسى مطروح في محافظة مطروح في جمهورية مصر العربية. حسب إحصاءات سنة 2018، بلغ إجمالي السكان في الجراولة 2,301 نسمة، منهم 1,222 رجل و 1,079 امرأة.